# Francesco Giovanni Bonifacio
(Da una lettera di don Francesco Bonifacio scritta nel 1946)
Francesco Giovanni Bonifacio (Pirano, 7 settembre 1912 – Grisignana, 11 settembre 1946) è stato un presbitero italiano.
Assassinato "in odium fidei", è venerato come beato e martire dalla Chiesa cattolica.

## Biografia
Francesco Bonifacio nacque a Pirano, Istria (oggi in Slovenia, all'epoca Impero austro-ungarico - diocesi di Trieste), secondo di 7 figli. Dopo le scuole dell'obbligo si trasferì a Capodistria per il seminario; durante tale periodo di studi rimase orfano di padre. Ultimò gli studi teologici a Gorizia, dove fu ordinato presbitero nel dicembre 1936.
Il suo primo ufficio fu nella sua città natale, a Pirano; pochi mesi dopo gli fu assegnato l'ufficio di vicario a Cittanova d'Istria, ove si trasferì con sua madre e i suoi due fratelli al seguito, che da allora lo seguirono nei suoi ulteriori spostamenti. A Cittanova istituì la locale sezione dell'Azione Cattolica.
Il 13 luglio 1939 fu nominato cappellano di Villa Gardossi (nota anche come Crassizza), un comune agricolo dell'entroterra, tra Buie e Grisignana. Lì organizzò il coro parrocchiale, fondò la filodrammatica e una piccola biblioteca civica, oltre a istituire anche in quel luogo la sezione dell'Azione Cattolica e adoperarsi per la promozione di attività ludico - sportive per i giovani e assistenziali per persone anziane e, più in generale, per gli ammalati e gli economicamente disagiati.
L'inizio delle ostilità belliche in Italia (1940) e, successivamente, l'Armistizio (1943), trasformarono il territorio di Villa Gardossi, grazie ai numerosi casolari sparsi e le ampie boscaglie, in rifugio privilegiato di molti partigiani che combattevano alla macchia, cosa questa che rese la zona oggetto di speciali attenzioni da parte sia dei fascisti di Salò sia dai nazisti, anche se la situazione rimase sostanzialmente sotto controllo fino alla fine del conflitto.
Dopo la guerra, il nuovo quadro politico nella zona (occupazione jugoslava dei territori precedentemente sotto la bandiera dell'Italia) portò a guardare con sospetto le persone di lingua italiana, viste come possibili collaborazionisti del nazi-fascismo, e in particolare i religiosi.
L'11 settembre 1946 Francesco Bonifacio fu ucciso. Secondo testimonianze successive egli fu sorpreso lungo la strada di casa da quattro "guardie popolari" titine, spogliato, colpito con un sasso sul viso e finito con due coltellate, prima di essere infoibato, i suoi resti non sono mai stati ritrovati.

## Culto
Mons. Antonio Santin, vescovo di Trieste, avviò la causa di beatificazione già nel 1957, ma successivamente la pratica restò arenata per lungo tempo, per 40 anni, fino al 26 maggio 1997. Il 3 luglio 2008, papa Benedetto XVI ha promulgato il decreto della Congregazione per le Cause dei Santi riguardante don Francesco Bonifacio, ritenuto assassinato in odium fidei.
La cerimonia di beatificazione è avvenuta il 4 ottobre 2008 nella cattedrale di San Giusto a Trieste. A presiedere la celebrazione in rappresentanza del pontefice l'arcivescovo Angelo Amato, prefetto della Congregazione delle Cause dei Santi; concelebrante il vescovo cittadino Eugenio Ravignani e molti sacerdoti delle varie diocesi della zona.

## Riconoscimenti
Dal 2005 un piazzale del centro di Trieste è intitolato a Francesco Bonifacio.